# Уго Васт
Густаво Адолфо Мартинез Зувирија (Кордоба, Аргентина, 23. октобар 1883 — Буенос Ајрес, 28. март 1962), најпознатији под својим псеудонимом Угго Васт, био је познати аргентински романописац и сценариста.

## Биографија
Рођен је као Густаво Мартинез Зувирија у Кордоби, у Аргентини. Његова породица се преселила у Санта Фе, па се он уписао на Универзитет Санта Фе, где је дипломирао право 1907. Мартинез Зувирија је први пут употребио псеудоним „Уго Васт“ за свој роман Флор из 1911. Flor de Durazno (Бресков цвет) - његов први комерцијални успех. Изабран је у Парламентарну комору Аргентине 1916. као конзервативац и добио је Националну књижевну награду за свој роман Desierto de piedra (Камена пустиња), али је био познат и по свом антисемитизму. Имао је и идеолошку повезаност са француским „интегризмом“, католичком националистичком доктрином повезаном са Националним фронтом.
Постављен је за директора Националне библиотеке Аргентине 1931. године, а 1943. године, као министар за јавну наставу за новоформирану војну владу генерала Педра Рамиреза, вратио је веронауку у државне школе, чиме је прекинуо шездесет година секуларне традиције у аргентинском образовању.
Погоршање односа са Католичком црквом од стране председника Хуана Перона довело је до Вастове смене са места директора Националне библиотеке 1955. Писац је умро у Буенос Ајресу 1962. године.

## Радови
- (1905). Alegre.
- (1907). Novia de Vacaciones.
- (1911). Flor de Durazno.
- (1914). Fuente Sellada.
- (1916). La Casa de los Cuervos.
- (1918). Valle Negro.
- (1919). Ciudad Turbulenta, Ciudad Alegre.
- (1920). La Corbata Celeste.
- (1921). Los Ojos Vendados.
- (1922). El Vengador.
- (1923). La que no Perdonó.
- (1924). Pata de Zorra.
- (1924). Una Estrella en la Ventana.
- (1925). Desierto de Piedra.
- (1926). Las Espigas de Ruth.
- (1926). El Jinete de Fuego.
- (1926). Myriam La Conspiradora.
- (1927). Tierra de Jaguares.
- (1927). Sangre en el Umbral.
- (1929). Lucía Miranda.
- (1930). 15 Dias Sacristán.
- (1930). El Camino de las Llamas.
- (1931). Vocacion de Escritor.
- (1931). Don Bosco y su Tiempo.
- (1935). El Kahal.
- (1935). Oro.
- (1935). Buenos Aires, Futura Babilonia.
- (1936). Naves, Oro, Sueños.
- (1941). El Sexto Sello.
- (1942). Juana Tabor.
- (1942). 666.
- (1944). Esperar Contra Toda Esperanza.
- (1945). Lo que Dios ha Unido.
- (1948). Alma Romana.
- (1948). Su Segunda Patria.
- (1952). Morir con las Botas Puestas.
- (1955). Estrella de la Tarde.
- (1960). Año X.
- (1963). Autobiografía del Hijito que no Nació.
- (1964). Navega Hacia Alta Mar.

Сабрана дела
- (1942). Todas las Novelas de Hugo Wast.
- (1956-57). Obras Completas de Hugo Wast (2 vols.)

Радови са преводом на енглески
- (1924). The House Of The Ravens.
- (1928). Black Valley.
- (1928). Stone Desert.
- (1929). Peach Blossom.
- (1930). The Strength of Lovers.